# Estelí
Estelí, oficialmente Villa de San Antonio de Pavia de Estelí é uma cidade da Nicarágua, capital do departamento de Estelí. Nona maior cidade do país, tem 796 km² de área e sua população em 2020 foi estimada em 126.457 habitantes.

## História
A cidade foi fundada em 1685. Em Estelí, ocorreram várias batalhas contra o ditador Anastasio Somoza, durante a Revolução Sandinista.
Localizada às margens da Rodovia Pan-americana, a cidade tem crescido bastante nos últimos anos.